# Božidar Munćan
Božidar Munćan (en serbe : Божидар Мунћан), est un ancien joueur et entraîneur yougoslave de basket-ball. 

## Palmarès
- Champion de Yougoslavie 1945